# Волтеар (Северна Дакота)
Волтеар (енгл. Voltaire) град је у америчкој савезној држави Северна Дакота.

## Демографија
По попису из 2010. године број становника је 40, што је 11 (-21,6%) становника мање него 2000. године.
| Група             | 2000.       | 2010.      |
| Белци             | 51 (100,0%) | 38 (95,0%) |
| Афроамериканци    | 0 (0,0%)    | 1 (2,5%)   |
| Азијати           | 0 (0,0%)    | 0 (0,0%)   |
| Хиспаноамериканци | 0 (0,0%)    | 0 (0,0%)   |
| Укупно            | 51          | 40         |